# Re 460
Re 460 – szwajcarska Lokomotywa elektryczna produkowana w latach 1991–1996 dla kolei szwajcarskich. Wyprodukowano 119 elektrowozów. Kursują z pociągami pasażerskimi kategorii IC i IR. Niektóre lokomotywy pomalowane są w barwy reklamowe i okolicznościowe
Lokomotywa ta została wprowadzona w ramach projektu Rail 2000, zakładającego masową modernizację linii i taboru kolejowego w Szwajcarii i poprawienie ich przepustowości. Pierwotnie miała służyć jako lokomotywa uniwersalna, jednak aktualnie używana jest jedynie w ruchu pasażerskim, zazwyczaj razem z piętrowymi wagonami serii IC 2000, podczas gdy w ruchu towarowym wykorzystywane są głównie lokomotywy z rodziny Bombardier Traxx.

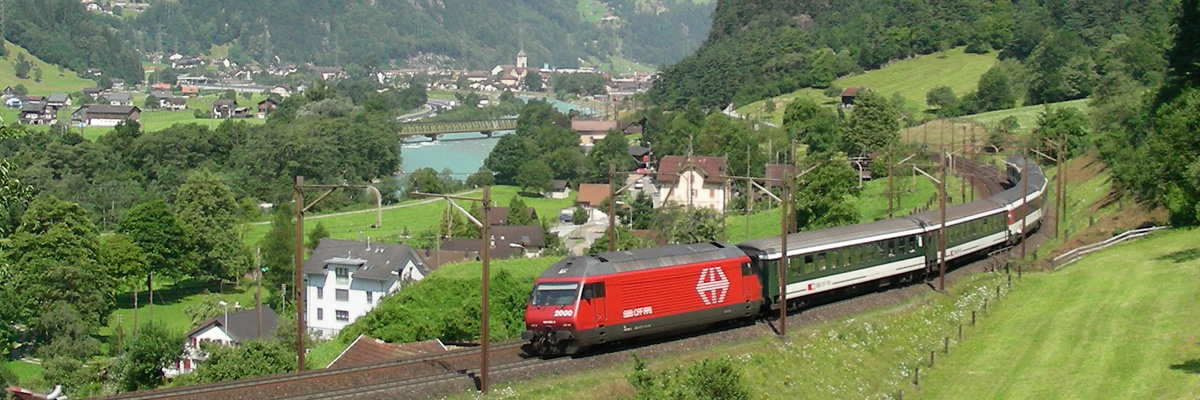
Re 460 z pociągiem ekspresowym

## Re 465

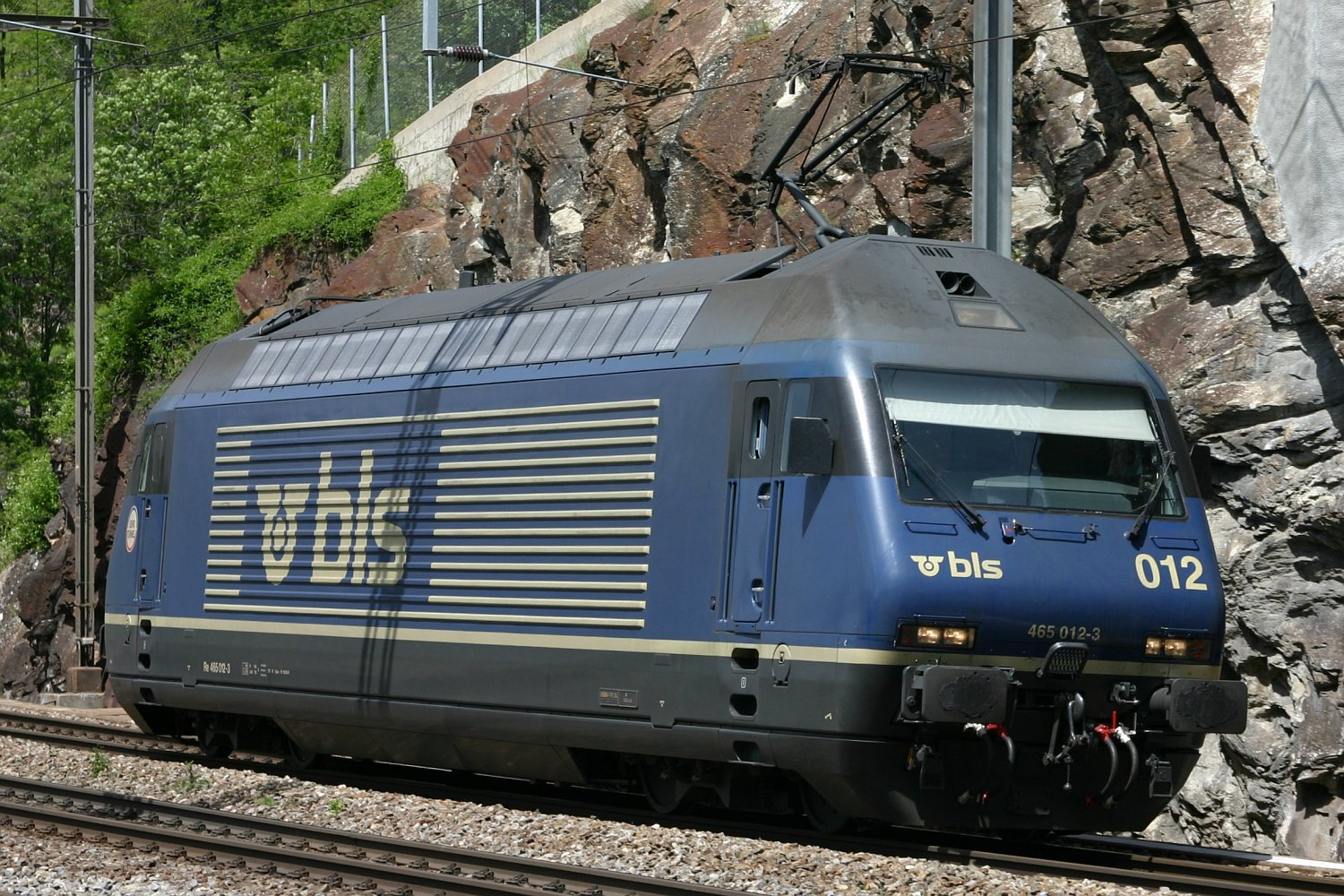
Re 465 w Lalden

Lekko zmodyfikowana wersja Re 460 o oznaczeniu Re 465 została zamówiona przez innego szwajcarskiego przewoźnika o nazwie BLS. Zostały wyprodukowane w liczbie 18 sztuk (numeracja Re 465 001 - 018) i wszystkie otrzymały imiona. Są używane zarówno w pociągach pasażerskich, jak i towarowych.

## Inni użytkownicy

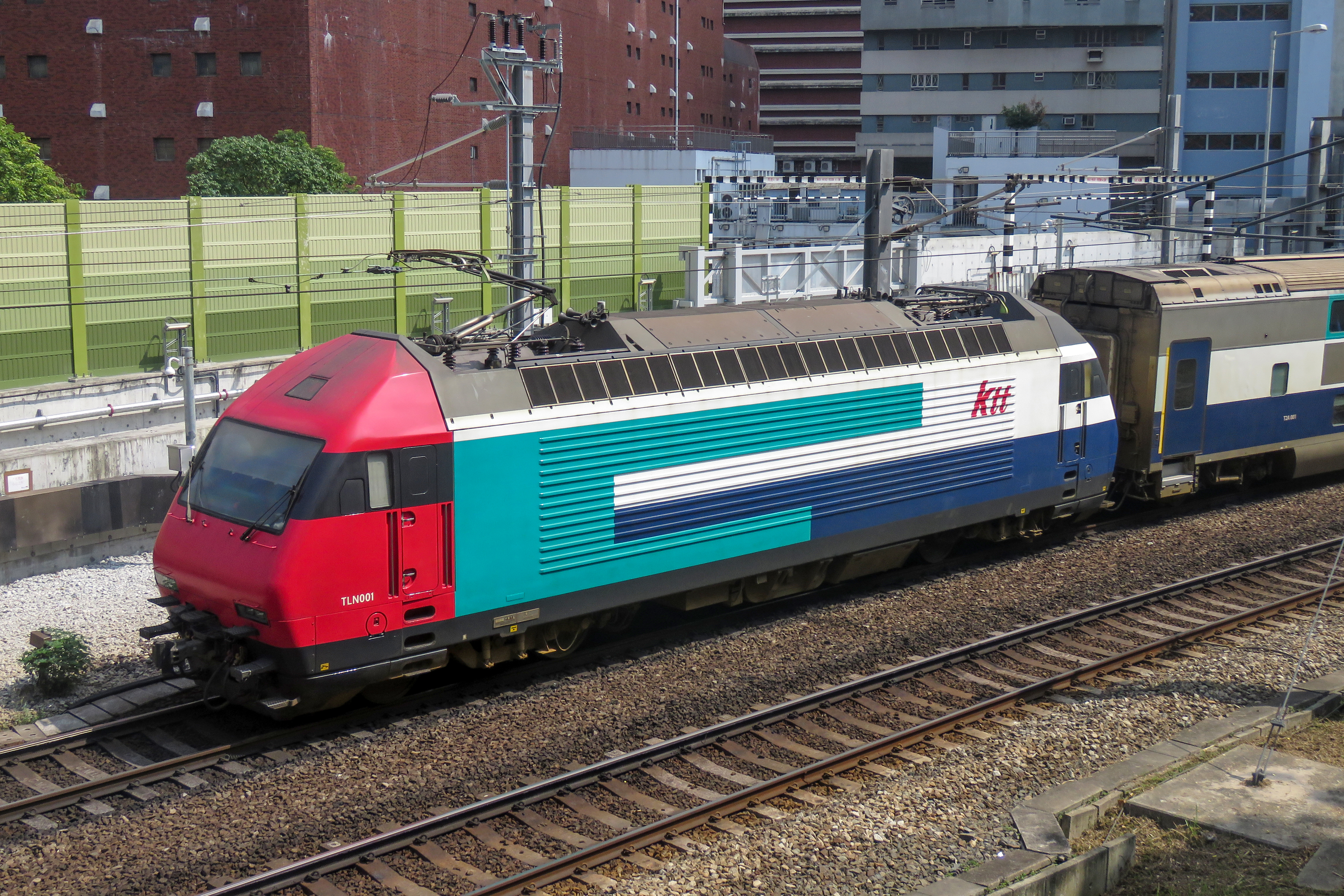
Wariant używany przez MTR

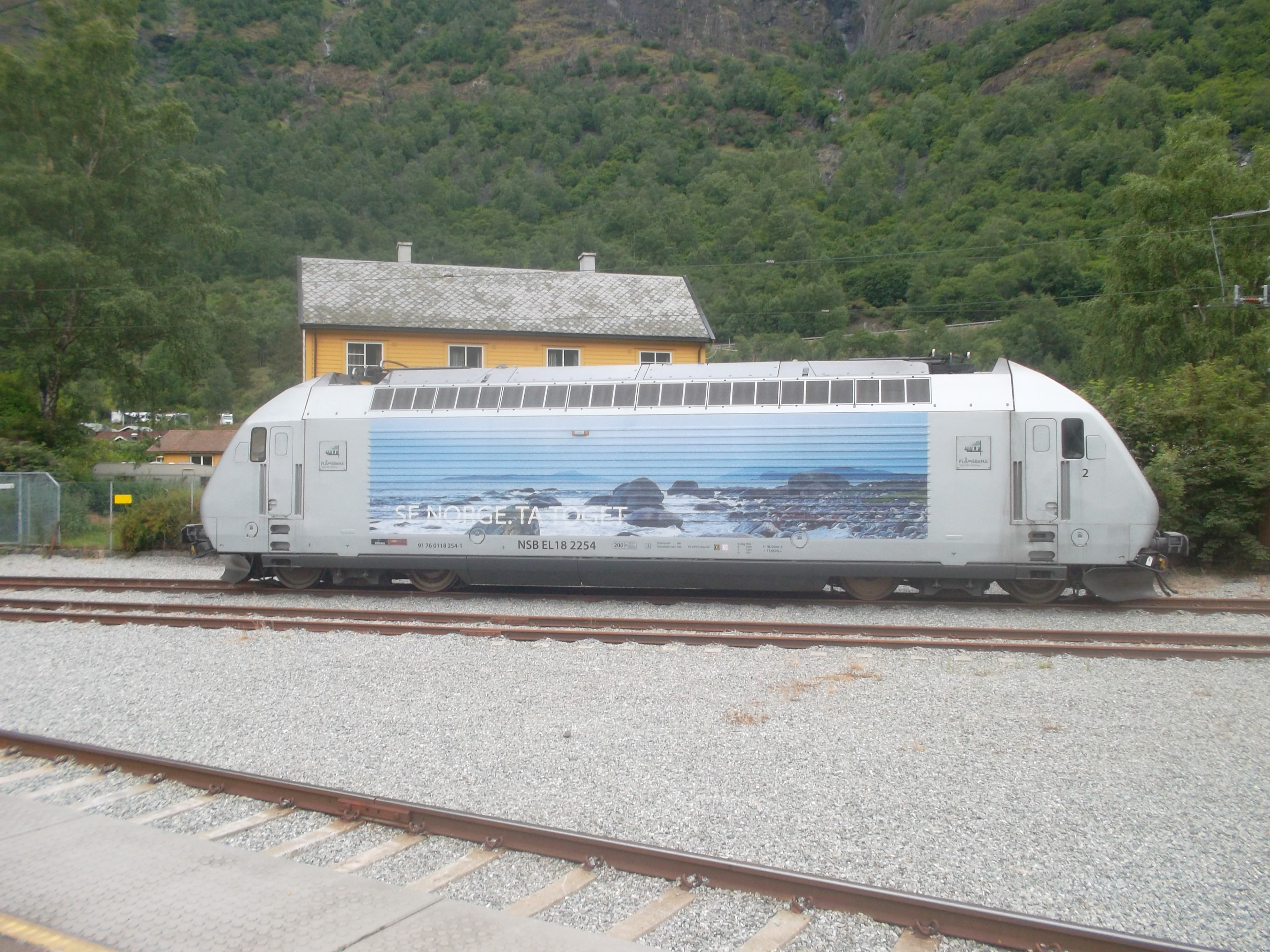
Norweski EI 18

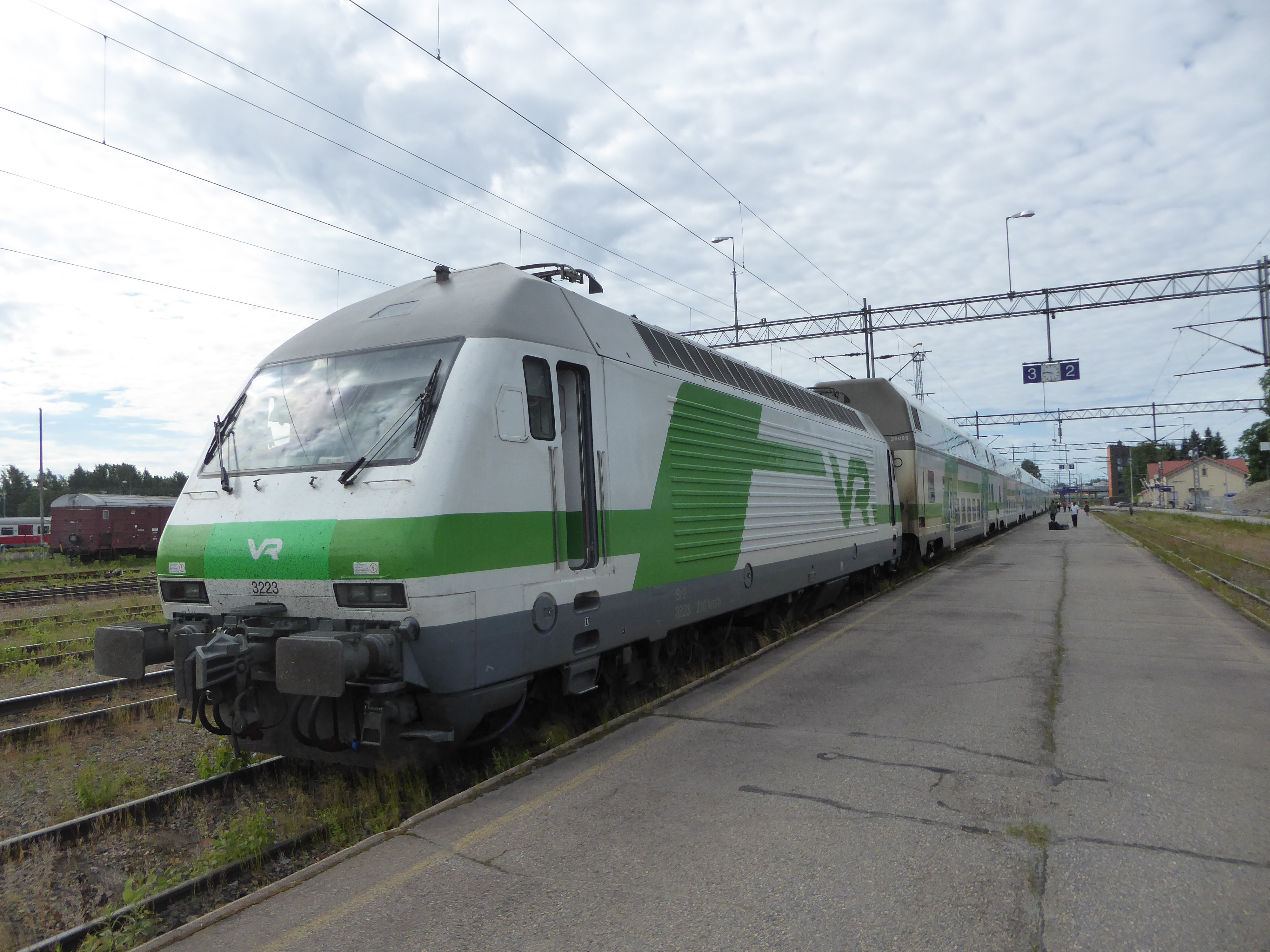
Lokomotywa kolei fińskich

- MTR – przewoźnik z Hongkongu używa dwie sztuki Re 460 w pociągach relacji Hongkong - Guangzhou.
- VR – koleje fińskie posiadają 46 elektrowozów opartych na Re 460, mających tam oznaczenia Sr2.
- NSB – norweskie koleje narodowe użytkują 22 lokomotywy, o oznaczeniu norweskim El